# Andreas Lyager
Andreas Lyager, właśc. Andreas Lyager Hansen (ur. 1 grudnia 1997 we Fredericii) – duński żużlowiec.

## Życiorys
W polskiej lidze żużlowej startuje od 2016 roku, reprezentując kluby: Włókniarz Częstochowa (2016–2018), Polonia Piła (2019), Polonia Bydgoszcz (2020–2021 i 2023–2024), ROW Rybnik (2022) oraz Orzeł Łódź (2025-).

## Przynależność klubowa
Polska
- Włókniarz Częstochowa (2016–2018)
- Polonia Piła (2019)
- Polonia Bydgoszcz (2020–2021)
- ROW Rybnik (2022)
- Polonia Bydgoszcz (2023–2024)
- Orzeł Łódź (2025–)

## Osiągnięcia
Największe osiągnięcia:
- brązowy medalista indywidualnych mistrzostw Europy juniorów (2017),
- trzykrotny medalista drużynowych mistrzostw świata juniorów: srebrny (2018) oraz dwa brązowe (2016, 2017),
- złoty medalista drużynowych mistrzostw Europy juniorów (2018),
- trzykrotny medalista młodzieżowych indywidualnych mistrzostw Danii juniorów: złoty (2018) oraz dwukrotnie srebrny (2016, 2017).